# Asamansha
En el texto épico Majábharata (siglo III a. C.), Asamansha o Asamanshas fue un príncipe de Aiodiá, hijo del rey Sagara y su esposa Kesini.

## Etimología
- asamañja, en el sistema AITS (alfabeto internacional para la transliteración del sánscrito).[1]
- असमंज, en escritura devanagari del sánscrito.
- Pronunciación: /asamánsha/.[1]
- Etimología:[1]
  - impropio, no apto, según el Majábharata (siglo III a. C.).
  - un tipo «bueno para nada», según el Bhágavata-purana (siglo XI d. C.)
  - inconforme, inapropiado, impropiedad, según el Pancha-tantra y el Bhágavata-purana.

## Leyenda
El rey Sagara tuvo su primogénito (Asamanshas) con su esposa Kesini, y 60 000 hijos con su esposa Sumati.
El joven era demasiado salvaje y malvado, y una mala influencia para el resto de los niños, por lo que su padre lo echó de la corte.
Años después, Sagara envió a todos sus hijos a buscar un caballo ritual que el dios Indra había hecho escapar.
Los sesenta mil encontraron el caballo en el áshram del sabio Kapilá.
Creyeron que lo había robado y ―por influencia de su malvado hermano― atacaron al sabio meditador. 
Entonces el santo Kapilá abrió los ojos y con su mirada iracunda los quemó hasta convertirlos en cenizas.
Más tarde, el rey Sagara envió a su nieto Ansúmat (hijo de Asamansha) para recuperar el caballo. El santo Kapilá le devolvió el caballo y le dijo a Ansúmat que su padre y sus tíos se podrían liberar si la diosa Ganga (el río Ganges) descendía a la Tierra y los bañaba con sus aguas.
Finalmente Anshuman, el noble hijo de Asamansha sucedió a Sagara como rey.
Según el Jari-vamsa, más tarde se cambió el nombre por Pancha Yaná, y se hizo famoso por su valor.

## Otra versión
De acuerdo con otra versión, Asamansha era un gran yogui y actuó como no apto para lograr ser echado de la corte y poder dedicarse a la meditación.[cita requerida]